# Cassinia (revista)
Cassinia és la revista científica del Delaware Valley Ornithological Club. Publicada periòdicament des del 1901, la revista està formada per documents relacionats amb l'ornitologia de l'est de Pennsilvània, Nova Jersey i Delaware. El nom de la publicació és en honor de John Cassin.